# Hôtel des Feydeau
L'hôtel des Feydeau est situé sur la commune de Moulins (France).

## Localisation
L'hôtel est situé sur la commune de Moulins, dans le département de l'Allier, en région Auvergne-Rhône-Alpes.

## Description
Hôtel composé d'une tourelle d'escalier du XVe siècle à laquelle on accède par une porte moulurée, et qu'éclairent trois fenêtres munies d'accolades fleuries. Sur un écusson, armoiries des Feydeau. Antoine Feydeau, seigneur de Rochefort, fut avant 1501 conseiller et médecin du duc Pierre II de Bourbon et d'Anne de France. Cet hôtel fut sans doute bâti pour lui.

## Historique
L'hôtel est inscrit partiellement au titre des monuments historiques par arrêté du 29 mars 1929.

## Protection
Éléments protégés : la tourelle d'escalier et les façades sur cour.